# Herinneringsmedaille voor de Hulp en de Zorg aan de Gewonden in de Finse Oorlog 1939-40
De Herinneringsmedaille voor de Hulp en de Zorg aan de Gewonden in de Finse Oorlog 1939-40 is een onderscheiding van het Deense Rode Kruis die ook door de Deense regering werd erkend. Dat houdt in dat de medaille door Denen aangenomen en gedragen mocht worden. Deense vrijwilligers boden hulp aan de vele gewonden in de oorlog tussen de Sovjet-Unie en Finland. In deze zogeheten Winteroorlog vielen aan Finse zijde 39.886 gewonden.
De onderscheiding wordt op de linkerborst gedragen aan een tot een vijfhoek gevouwen rood-wit-rood zijden lint. Op de linkerborst kan een baton worden gedragen.
Medailles van Verdienste ·
Medaille voor Langdurige Dienst ·
Medaille "Ingenio et Arti" ·
Medaille voor Nobele Daden ·
Ereteken van het Deense Rode Kruis ·
Medaille van Verdienste voor de Groenlandse Onafhankelijkheid ·
Herinneringsmedaille aan de 70e Verjaardag van Hare Majesteit Koningin Margrethe
Herinneringsmedaille aan de 75e Verjaardag van Prins Henrik

Zie ook: Historische Orden van Denemarken · Onderscheidingen in Denemarken